# Parachiton jordanensis
Parachiton jordanensis är en blötdjursart som först beskrevs av Anseeuw och Terryn 2004.  Parachiton jordanensis ingår i släktet Parachiton och familjen Leptochitonidae. Inga underarter finns listade i Catalogue of Life.